# Eko Fresh
Eko Fresh, pseudonimo di Ekrem Bora (Colonia, 3 settembre 1983), è un rapper tedesco, di origine turca.

## Biografia
Eko Fresh è nato a Colonia,  ma cresciuto a Mönchengladbach senza suo padre a fianco visto che i suoi genitori erano divorziati. Dopo aver abbandonato la scuola prima del dovuto, non aveva un posto di lavoro fisso, solo la musica e il suo amore verso il rap erano i suoi veri punti di riferimento. Col passare del tempo trovò un lavoro part-time in un negozio di scarpe per alcune ore al giorno. Fu lì che Ekrem fece conoscenza con il rapper Kool Savas; il quale, dopo aver riconosciuto il talento del giovane turco, lo fece partecipare a diversi dei suoi concerti facendogli acquisire reputazione nel mondo del rap tedesco.
Nel 2003 firmò un contratto con la Sony BMG dove pubblicò il suo primo album da solista Ich bin jung und brauche das Geld e a seguire i suoi due album in collaborazione con altri artisti (il primo, Dünya Dönüyor – Die Welt dreht sich con Azra e il secondo L.O.V.E. - Life Of Valezka and Eko con Valezka). Nel 2004 fondò l'etichetta German Dream di cui è il proprietario. Il 23 giugno 2006 apparve il suo secondo album da solista Hart(z) IV e nel dicembre dello stesso anno firmò un contratto con la Ersguterjunge, dove pubblicò un anno dopo il suo deludente terzo album da solista, Ekaveli. L'album fu pubblicato il 23 novembre 2007 e raggiunse soltanto il 100º posto negli album charts.
Dopo le scarse vendite di Ekaveli e le incomprensioni con Bushido, Eko Fresh decise di lasciare la Ersguterjunge nel 2008.
Il 31 agosto del 2012, attraverso la sua etichetta discografica German Dream, pubblicò il suo sesto album da solista, Ek to the Roots, che raggiunse il 3º posto nella Media Control Charts.

## Discografia

### Album studio
| Anno | Titolo                            | Classifica album | Classifica album | Classifica album |
| Anno | Titolo                            | GER              | AT               | CH               |
| ---- | --------------------------------- | ---------------- | ---------------- | ---------------- |
| 2003 | Ich bin jung und brauche das Geld | 16               | -                | -                |
| 2006 | Hart(z) IV                        | 24               | 70               | -                |
| 2007 | Ekaveli                           | 100              | -                | -                |
| 2010 | Was kostet die Welt ?             | 36               | -                | 97               |
| 2011 | Ekrem                             | 5                | 33               | 15               |
| 2012 | Ek to the Roots                   | 3                | 10               | 4                |

### EP
| Anno | Titolo                                 | Album classifiche | Album classifiche | Album classifiche |
| Anno | Titolo                                 | GER               | AUT               | CH                |
| ---- | -------------------------------------- | ----------------- | ----------------- | ----------------- |
| 2001 | Jetzt kommen wir auf die Sachen        | -                 | -                 | -                 |
| 2009 | Jetzt kommen wir wieder auf die Sachen | 47                | -                 | -                 |

### Album in collaborazione
| Anno | Titolo                                         | Album classifiche | Album classifiche | Album classifiche |
| Anno | Titolo                                         | GER               | AUT               | CH                |
| ---- | ---------------------------------------------- | ----------------- | ----------------- | ----------------- |
| 2004 | L.O.V.E. (con Valezka)                         | 54                | -                 | -                 |
| 2004 | Dünya Dönüyor – Die Welt dreht sich (con Azra) | -                 | -                 | -                 |

### Sampler
| Anno | Titolo                                               | Posizione massima | Posizione massima | Posizione massima | Label |
| Anno | Titolo                                               | GER               | AT                | CH                | Label |
| ---- | ---------------------------------------------------- | ----------------- | ----------------- | ----------------- | --- |
| 2005 | German Dream Allstars                                | 12                | 0                 | 0                 | German Dream |
| 2006 | Ersguterjunge Sampler 1 - Nemesis                    | 12                | 0                 | 0                 | ersguterjunge |
| 2006 | Ersguterjunge Sampler 2 - Vendetta                   | 12                | 0                 | 0                 | ersguterjunge (vendite: +100.000) Dal 2010 non può più essere distribuito e venduto per violazioni dei diritti d'autore. |
| 2007 | Ersguterjunge Sampler 3 - Alles Gute kommt von unten | 12                | 0                 | 0                 | ersguterjunge |

### Mixtapes
- 2005: Fick deine Story
- 2005: Fick immer noch deine Story
- 2010: Freezy Bumaye 1.0 – Es kann nur einen geben
- 2010: Freezy Bumaye 2.0 – Es war alles meine idee

## Raccolte
| Anno | Titolo                                  | Posizione massima | Posizione massima | Posizione massima |
| Anno | Titolo                                  | GER               | AT                | CH                |
| ---- | --------------------------------------- | ----------------- | ----------------- | ----------------- |
| 2009 | Best of Freetracks                      | -                 | -                 | -                 |
| 2012 | Tödliche Weihnachten (con German Dream) | -                 | -                 | -                 |

### Singoli
| Anno | Titolo                                                  | Singoli Charts | Singoli Charts | Singoli Charts |
| Anno | Titolo                                                  | GER            | AUT            | CH             |
| ---- | ------------------------------------------------------- | -------------- | -------------- | -------------- |
| 2003 | König von Deutschland                                   | 15             | -              | 90             |
| 2003 | Ich bin jung und brauche das Geld (feat. G-Style)       | 5              | -              | 29             |
| 2003 | Ich will dich (feat. Valezka & Joe Budden)              | 57             | -              | -              |
| 2003 | Dünya Dönüyor (feat. Azra)                              | -              | -              | -              |
| 2004 | L.O.V.E. (con Valezka)                                  | 16             | -              | -              |
| 2004 | Eigentlich schön (con Azra feat. Chablife & Philippe)   | -              | -              | -              |
| 2005 | Die Abrechnung                                          | -              | -              | -              |
| 2005 | Nemesis (con Bushido, D-Bo, Baba Saad, Chakuza & Billy) | -              | -              | -              |
| 2006 | Gheddo (feat. Bushido)                                  | 15             | 40             | -              |
| 2006 | Ek is back (feat. G-Style)                              | 32             | -              | -              |
| 2006 | Vendetta (con Bushido & Chakuza)                        | 32             | 53             | -              |
| 2007 | Ring frei (feat. Bushido)                               | 64             | -              | -              |
| 2010 | Königin der Nacht / Arschloch                           | 94             | -              | -              |
| 2011 | Jenseits von Eden (feat. Nino De Angelo)                | 64             | -              | -              |
| 2012 | Diese Zwei (feat. Bushido)                              | 35             | 53             | 46             |

### Altre Pubblicazioni
- 2001: Hooo (Kool Savas feat. Eko Fresh) ---> Haus & Boot (EP)
- 2002: Keiner außer uns (Kool Savas feat. Eko Fresh & Valezka)
- 2002: Optik Anthem (Kool Savas feat. Eko Fresh & Valezka) ---> Der beste Tag meines Lebens (Album)
- 2002: Dunne (Kool Savas feat. Eko Fresh) ---> Der beste Tag meines Lebens (Album)
- 2003: Bitte Spitte (Kool Savas feat. Eko Fresh) ---> Der beste Tag meines Lebens (Single)
- 2003: Das Schicksal (Cassandra Steen feat. Eko Fresh) ---> Seele mit Herz (Album)
- 2003: Make y'all bounce (con Raptile, Xzibit & Summer Cem)
- 2003: Cruisen (Remix) (Eko Fresh) ---> Optische Elemente (Album)
- 2003: Deutschlands 1 (Eko Fresh) ---> Optische Elemente (Album)
- 2003: Nein (Kool Savas & Eko Fresh) ---> Optische Elemente (Album)
- 2003: Optik Blend (Eko Fresh) ---> Optische Elemente (Album)
- 2003: Wie N (Kool Savas & Eko Fresh) ---> Optische Elemente (Album)
- 2003: Lange nicht Dre (Kool Savas & Eko Fresh) ---> Optische Elemente (Album)
- 2003: Alle in einem (RMX) (Kool Savas & Eko Fresh) ---> Optische Elemente (Album)
- 2003: Changes (Kool Savas, Eko Fresh & Valezka) ---> Optische Elemente (Album)
- 2004: Gegensätze ziehen sich an (Bushido feat. Eko Fresh)
- 2005: Untergrund (Bushido feat. Eko Fresh) ---> Staatsfeind Nr. 1 (Album)
- 2005: Staatsfeind Nr. 1 (Remix) (Bushido feat. Eko Fresh) ---> (Remix)
- 2005: Nette Kanaken (feat. Chablife)
- 2005: Wir fliegen (J-Luv feat. Eko Fresh) ---> Threeshot (Album)
- 2006: 200 Bars ---> (Freetrack)
- 2006: Die letzten werden die ersten sein (feat. Baba Saad)
- 2006: Das Auge des Tigers ---> (Freetrack)
- 2006: GD Generation X (feat. Summer Cem & Farid Bang) ---> (Freetrack)
- 2006: Landsleute (feat. Summer Cem)
- 2006: Schlag Alarm (feat. Ramsi Aliani)
- 2006: Hartz 1 (feat. Capkekz & S Diddy) ---> (Freetrack)
- 2006: Gheddo Türkisch "Remikx" (feat. Killa Hakan, Ceza, Yener, & Ayaz)
- 2006: Mir steht die Rolex ---> (Freetrack)
- 2006: Hart hier draussen für´n Stenz ---> (Freetrack)
- 2006: Warum? (feat. Summer Cem, Farid Bang & J-Luv)
- 2006: Das erste Mal (Bushido feat. Eko Fresh) ---> Vendetta (Single)
- 2006: Herşey Yolundadır (Killa Hakan feat. Eko Fresh) ---> (Freetrack)
- 2007: L.O.N.S. (Bushido feat. Eko Fresh) ---> Sonnenbank Flavour (Single)
- 2007: Ein Tag auf der Westside (La Honda feat. Eko Fresh) ---> Gorillas im Nebel (Album)
- 2007: Gorillas im Nebel (La Honda feat. Eko Fresh) ---> Gorillas im Nebel (Album)
- 2007: Schwiegersohn (D-Bo feat. Summer Cem & Eko Fresh) ---> Sans Souci (Album)
- 2007: Eksclusive ---> (Freetrack)
- 2007: Toy Soldier ---> (Freetrack)
- 2007: EkAttack (feat. Hakan Abi) ---> (Freetrack)
- 2007: Vielen Dank (feat. Hakan Abi) ---> (Freetrack)
- 2007: Wo ist euer Juice? ---> (Freetrack) ---> (Freetrack)
- 2007: Newskool Ikonen (Prinz Pi & Eko Fresh) ---> (Freetrack)
- 2008: Alles oder nichts (feat. Kay One) ---> (Freetrack)
- 2008: Es ist hart (feat. Ado Kojo) ---> (Freetrack)
- 2008: Wir killen (Ado Kojo feat. Eko Fresh & Hakan Abi)
- 2008: 16 Bars Exclusive (feat. Capkekz, Summer Cem, Farid Bang & Ice H)
- 2008: Ich steh zu meinem Wort ---> (Freetrack)
- 2008: Ich bleibe hier (feat. Intikam 44) ---> (Freetrack)
- 2008: Mein Lifestyle ---> (Freetrack)
- 2008: Hollywood Türke ---> (Freetrack)
- 2008: Weil der Himmel weint (feat. Sharief)
- 2008: Pimp der Branx ---> (Freetrack)
- 2008: Cologne State of Mind ---> (Freetrack)
- 2008: Harte Zeiten (feat. Crazy Kanaks)
- 2008: 6 Meter 90 (feat. JokA)
- 2008: Bremen / Branx (JokA feat. Eko Fresh) ---> Gehirnwäsche (Album)
- 2008: Deutscher Rap ist ein Boot (Ali As feat. Eko Fresh) ---> Der Countdown läuft (Mixtape)
- 2008: Falsches Wort (Dissput feat. Eko Fresh) ---> Anders als wir (Album)
- 2008: Hör' auf dich selbst (Capkekz & Eko Fresh) ---> (Freetrack)
- 2008: Gangsta leben kürzer (Farid Bang feat. Tekken Bugatti & Eko Fresh) ---> Asphalt Massaka (Album)
- 2008: Ich geh auf 4 (Farid Bang feat. Eko Fresh) ---> Asphalt Massaka (Album)
- 2008: Echt Kölsche Kraat (Kölsche Kraat feat. Eko Fresh) ---> Freetrack
- 2009: Allerbesten Rapper aus Eurasien (Killa Hakan feat. Eko Fresh) ---> Volume Maximum (Album)
- 2009: Drauf und drunter (Killa Hakan feat. Eko Fresh) ---> Volume Maximum (Album)
- 2009: Hardcore Champ (Killa Hakan feat. Eko Fresh) ---> Volume Maximum (Album)
- 2009: Köllefornia (Capkekz feat. Eko Fresh) ---> Cap der Angst (Album)
- 2009: Hör auf dich (Capkekz feat. Eko Fresh) ---> Cap der Angst (Album)
- 2009: Was sache ist (Capkekz feat. Eko Fresh) ---> Cap der Angst (Album)
- 2009: Kopf oder Zahl (Hassan Annouri feat. Eko Fresh) ---> International (Album)
- 2009: So Horny (Eve Deluxe feat. Eko Fresh) ---> (Freetrack)
- 2009: Jetzt kommen wir auf die Sachen ("Medley Remix") ---> (Freetrack)
- 2009: Dreamer (feat. Monroe) ---> (Freetrack)
- 2009: Grembranxshop Exclusive ---> (Freetrack)
- 2009: Unverschämt gut (Gregippe feat. Eko Fresh) ---> El Magico (Album)
- 2009: Mein Präsident steht auf (feat. Summer Cem)
- 2009: germandreamer.de-Exklusive (feat. Capkekz & Hakan Abi)
- 2009: DBD (feat. Sentino)
- 2009: Changes (feat. Sentino)
- 2009: 24 Bars Exklusive ---> (Freetrack)
- 2009: Day N Nite (Remix)
- 2009: Wo ich bleib (feat. El Chicko & Ado Kojo)
- 2009: Space is on
- 2009: Mickey Rourke
- 2009: Was weisst Du davon (feat. Sharief & Farid Bang)
- 2009: Wenn der Regen fällt (Animus feat. Eko Fresh) ---> Der Kugelschreiber 3 (Album)
- 2010: Immernoch ein Bastard (Farid Bang feat. Eko Fresh) ---> Asphalt Massaka 2 (Album)
- 2010: Es ist Zeit (Jonny Bizz & Eko Fresh)
- 2010: Schlaf ist für looser (feat. Isy) ---> (Freetrack)
- 2010: Nein das ist Deutschland ---> (Freetrack)
- 2010: Angie ---> (Freetrack)
- 2010: Der Einspruch ---> (Freetrack)
- 2010: Wavin Flag RMX (WM 2010) ---> (Freetrack)
- 2010: Sachen gibt´s ---> (Freetrack)
- 2010: Mach 'n Taui (feat. PA Sports)
- 2010: Leg das Mic weg ---> (Freetrack)
- 2010: Keinen Swagger wie ich ---> (Freetrack)
- 2010: Rückkehr des Königs (Baåder-Meinhøf Bande feat. Eko Fresh & Emory)
- 2010: Tanz den Michelmann (Remix) (Michelmann & der Party Bass Mob feat. Eko Fresh) ---> Geil und durstig (Album)
- 2010: Pump den Bass (Remix) (Michelmann & der Party Bass Mob feat. DJ Tomekk & Eko Fresh) ---> Geil und durstig (Album)
- 2010: Americano Mix ---> (Freetrack)
- 2010: I need a Dollar ---> (Freetrack)
- 2010: Over the Rainbow ---> (Freetrack)
- 2010: Punjabi Biaaatch (Hakan Abi feat. Eko Fresh & Summer Cem) ---> Freetrack
- 2011: Badaboom (Sinan-G feat. Eko Fresh) ---> Schutzgeld (Album)
- 2011: Hol die Hände aus der Tasche (Farid Bang feat. Afrob & Eko Fresh) ---> Banger leben kürzer (Album)
- 2011: Goodfella (Remix) (Farid Bang feat. Haftbefehl, Summer Cem, Capkekz, Massiv, Eko Fresh) ---> Banger leben kürzer (Album)
- 2011: The Big Branx Theory (Eko Fresh feat. Summer Cem & Prodycem) ---> Freetrack
- 2011: Das ist Intikam (Intikam feat. Eko Fresh) ---> Bring es zu Ende (EP)
- 2011: Vita mia (40 Ladroni Er Gitano, Saga Er Secco & Mr. Cioni feat. Eko Fresh) ---> Freetrack
- 2011: Bärenbrüder (Hakan Abi, Eko Fresh, G-Style & Serious Sam) ---> Freetrack
- 2011: Die Assis kommen (Toni der Assi feat. Eko Fresh) ---> Ghetto 3D (Album)
- 2011: Tupac back ---> Freetrack
- 2011: 300 Bars ---> Freetrack
- 2011: Du bist so heiss (Ado Kojo feat. Eko Fresh) ---> Freetrack
- 2011: Chucks Am Strommast (Eko Fresh, Summer Cem, Big Deniz & Ice-H) ---> Freetrack
- 2011: 500 Bars ---> Freetrack
- 2011: Ich gebe keinen Fick (Hakan Abi feat. Ali As, Prodycem & Eko Fresh) ---> The Big Branx Theory (Album)
- 2011: German Dream 4 Life (Hakan Abi feat. Capkekz, G-Style & Eko Fresh) ---> The Big Branx Theory (Album)
- 2011: German Dream Allstars (Hakan Abi feat. Farid Bang, Capkekz, Summer Cem & Eko Fresh) ---> The Big Branx Theory (Album)
- 2012: Schloss Bellevue ---> Freetrack
- 2012: Attrappen (Xatar feat. Farid Bang & Eko Fresh) ---> Nr. 415 (Album)
- 2012: German Dream 2012 (Farid Bang feat. Eko Fresh) ---> Der letzte Tag deines Lebens (Album)
- 2012: Antigaranti 3000 (Summer Cem feat. Eko Fresh) ---> Sucuk & Champagner (Album)
- 2012: Scheibenwischer an ---> Freetrack
- 2012: Ek to the Roots ---> Freetrack
- 2012: Double Dragon (Bushido & Eko Fresh) ---> Freetrack
- 2012: Und Action ... ---> Freetrack
- 2012: Mein Name ist ... ---> Freetrack
- 2012: Untergrund Part 2 (Bushido feat. Eko Fresh) ---> AMYF (Album)
- 2012: Ich tue alles für dich (Ado Kojo feat. Eko Fresh) ---> Ich tue alles für dich (EP)
- 2012: Ghettofilm (Kurdo feat. Eko Fresh) ---> 11ta Stock Sound (Mixtape)
- 2012: 700 Bars ---> Freetrack
- 2013: Millionär (Toni der Assi feat. Eko Fresh & Brenna) ---> Von Brate für Brate (Album)
- 2013: Euer Onkel (Toni der Assi feat. Eko Fresh) ---> Von Brate für Brate (Album)

### Diss Tracks
- 2003: Renexekution (Disstrack contro MC Rene) ---> (Freetrack)
- 2004: FLERräter (feat. Bushido) (Disstrack versus Fler) ---> Fick immer noch deine Story (MixTape)
- 2005: Die Abrechnung (Disstrack contro Kool Savas, DJ Nicon, Amar, Ercandize, Caput, Illmatic, Fler, Bushido, B-Tight & Sido) ---> German Dream Allstars (Sampler)
- 2005: Die Bestrafung (feat. Summer Cem & S. Diddy) (Disstrack contro Kool Savas & Optik Records) ---> (Freetrack)
- 2006: F.L.E.R. (Disstrack contro Fler, G-Hot, Tony D.) ---> (Freetrack)
- 2006: Für HipHop.de (feat. G-Style) (Disstrack contro Aggro Berlin) ---> (Freetrack)
- 2007: Savas du knecht (Disstrack contro Kool Savas)  ---> (Freetrack)
- 2009: Ich bin weg von Bushido (Disstrack contro Bushido) ---> (Freetrack)

### Riconoscimenti
- 2002: Juice-Awards nella categoria Miglior Newcomer
- 2003: Juice-Awards nella categoria Miglior Newcomer
- 2003: BRAVO Otto nella categoria Hip-Hop National